# Czaplinek
Czaplinek (deutsch Tempelburg) ist eine Stadt im Powiat Drawski (Dramburger Kreis) in der polnischen Woiwodschaft Westpommern. Die Kleinstadt mit 7100 Einwohnern ist Sitz einer gleichnamigen Stadt-und-Land-Gemeinde.

## Geographische Lage
Die Stadt liegt in Hinterpommern in der Draheimer Seenplatte (Pojezierze Drawskie) der Pommerschen Schweiz auf 138 m n.p.m. zwischen Drawsko (Dratzigsee) und Czaplino (Zepplinsee), etwa 35 Kilometer südwestlich von Szczecinek (Neustettin), 70 Kilometer südlich von Koszalin (Köslin)und 110 Kilometer östlich von Stettin. Das Stadtgebiet ist von Wäldern umgeben.

## Geschichte

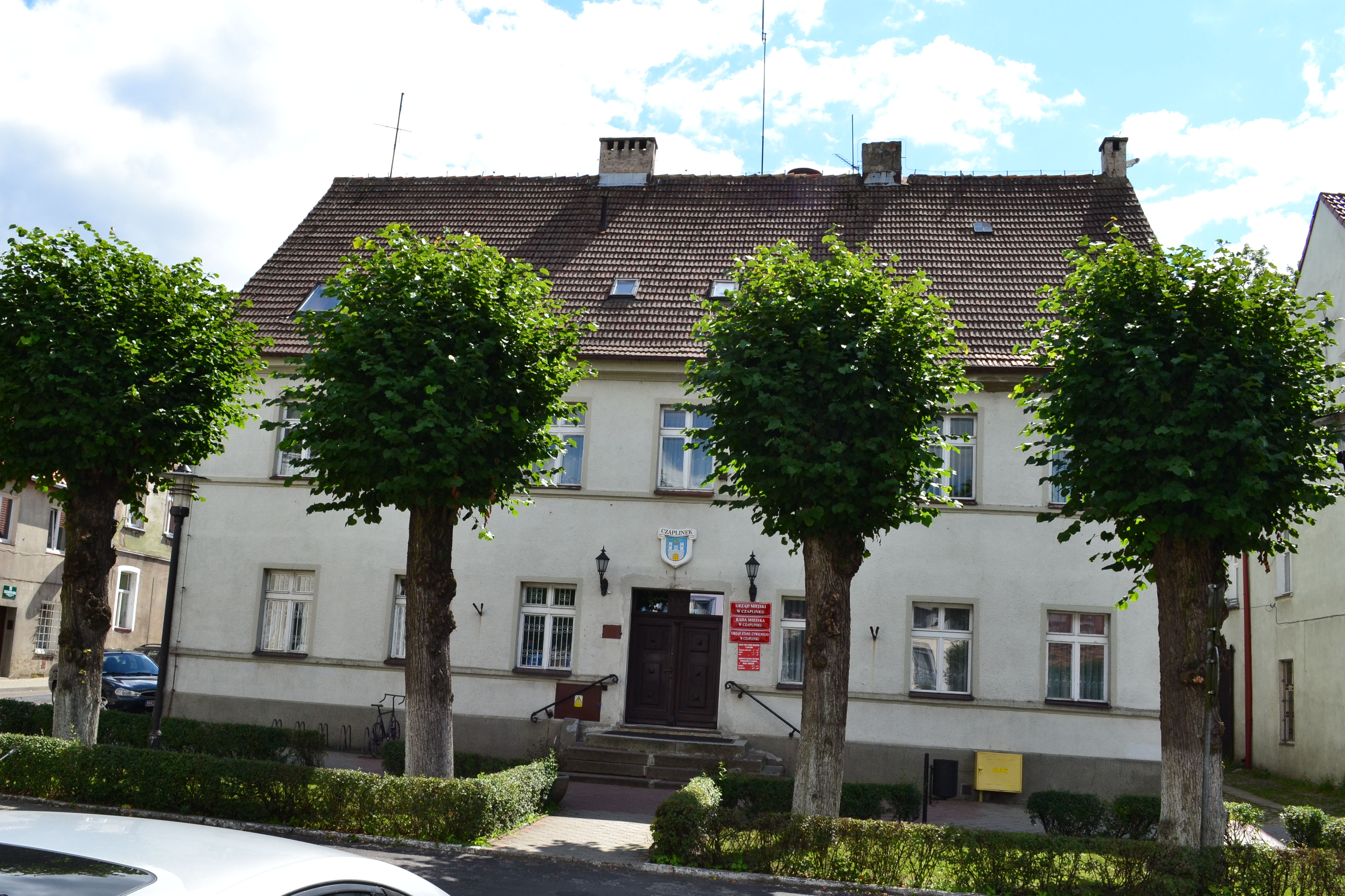
Rathaus von Czaplinek

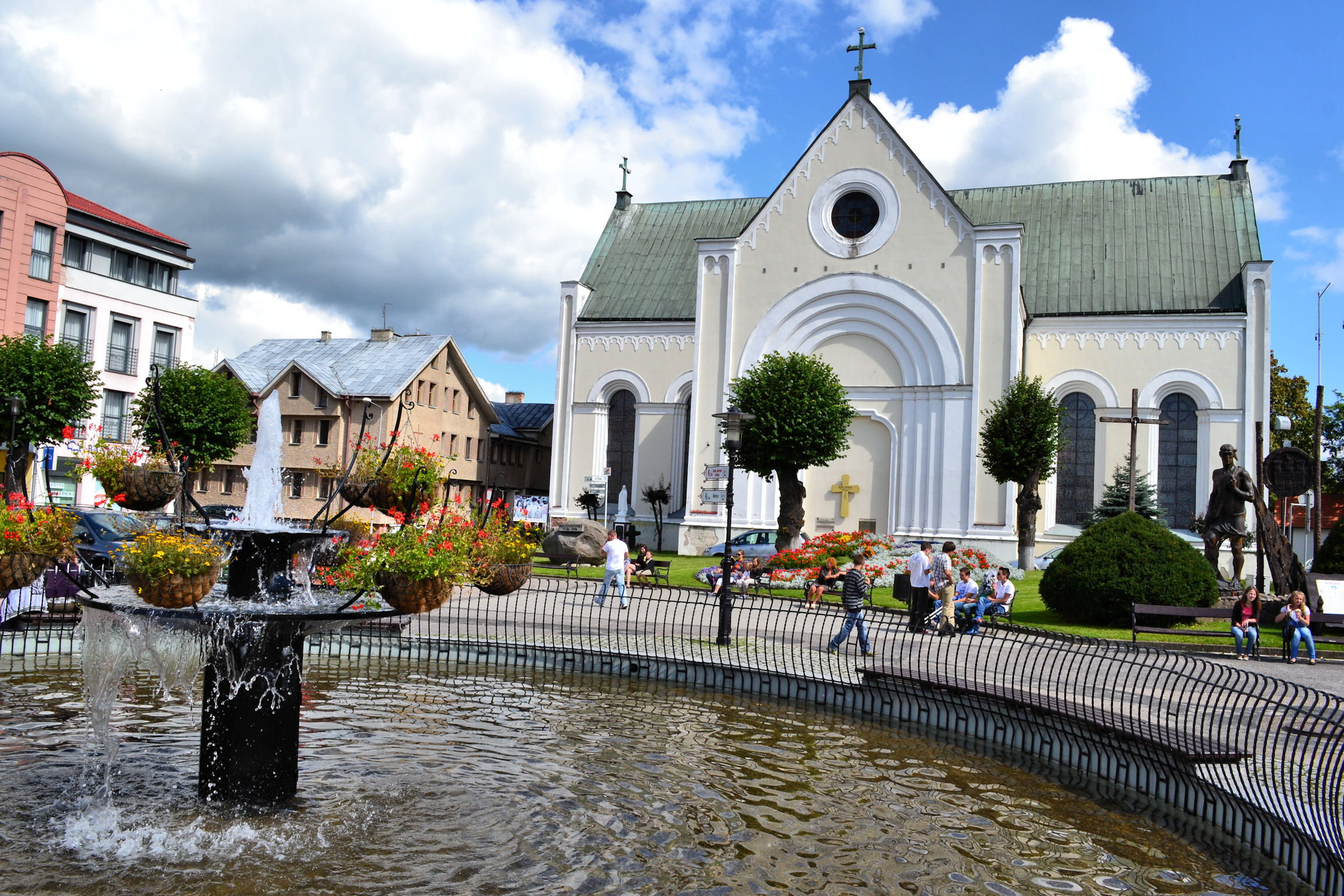
Rathaus-Vorplatz mit Springbrunnen

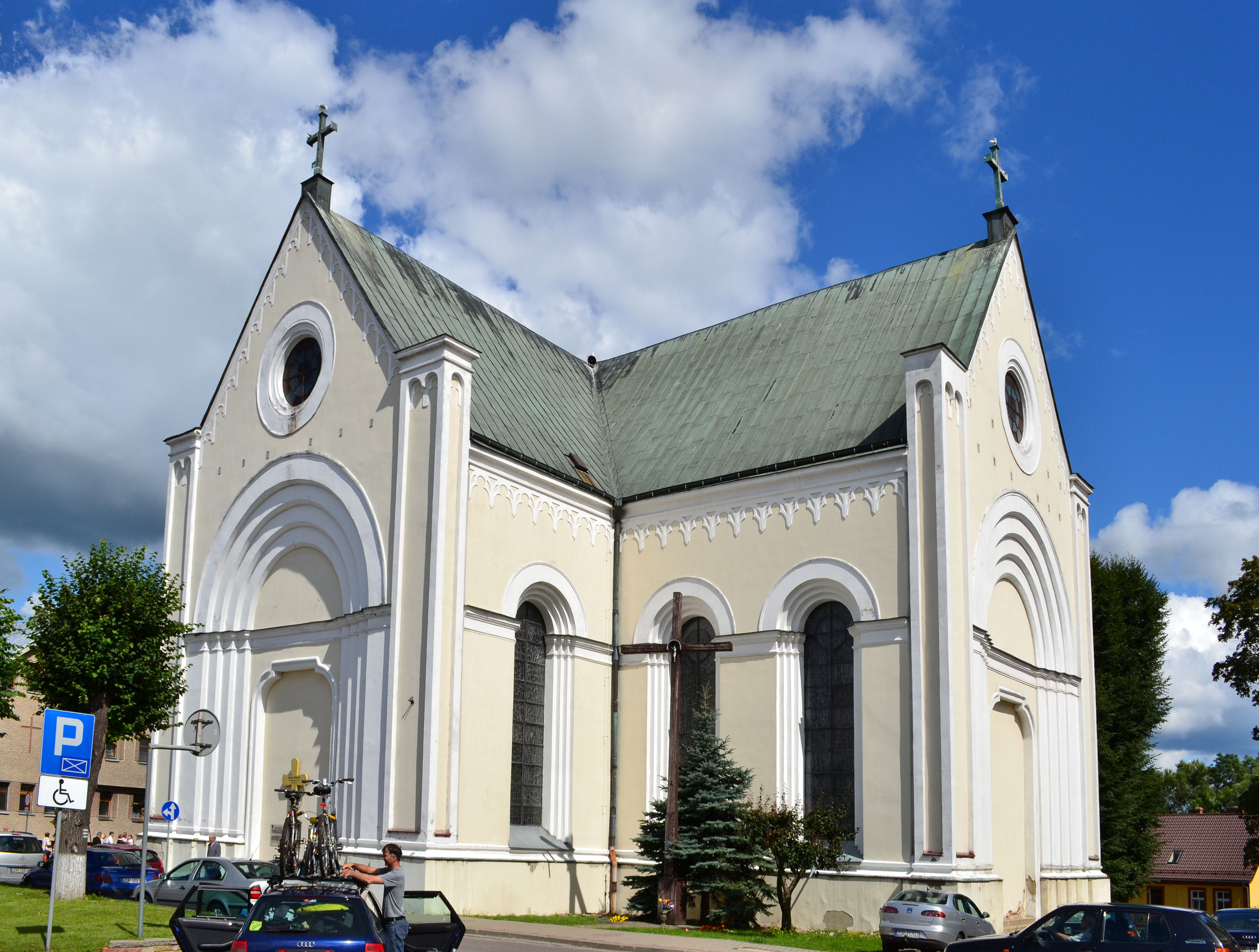
Kreuzerhöhungskirche

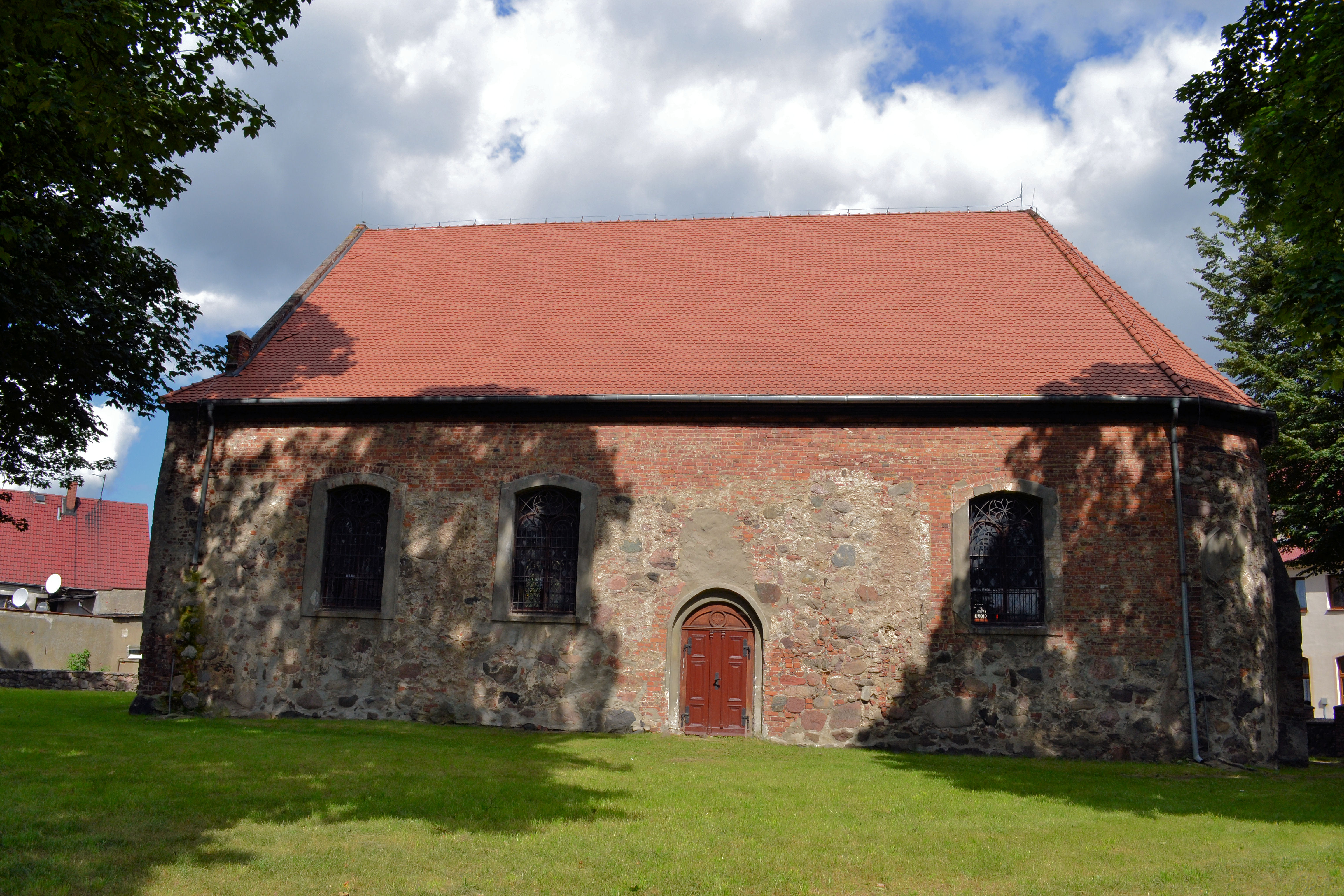
Kirche der Heiligen Dreifaltigkeit in Czaplinek

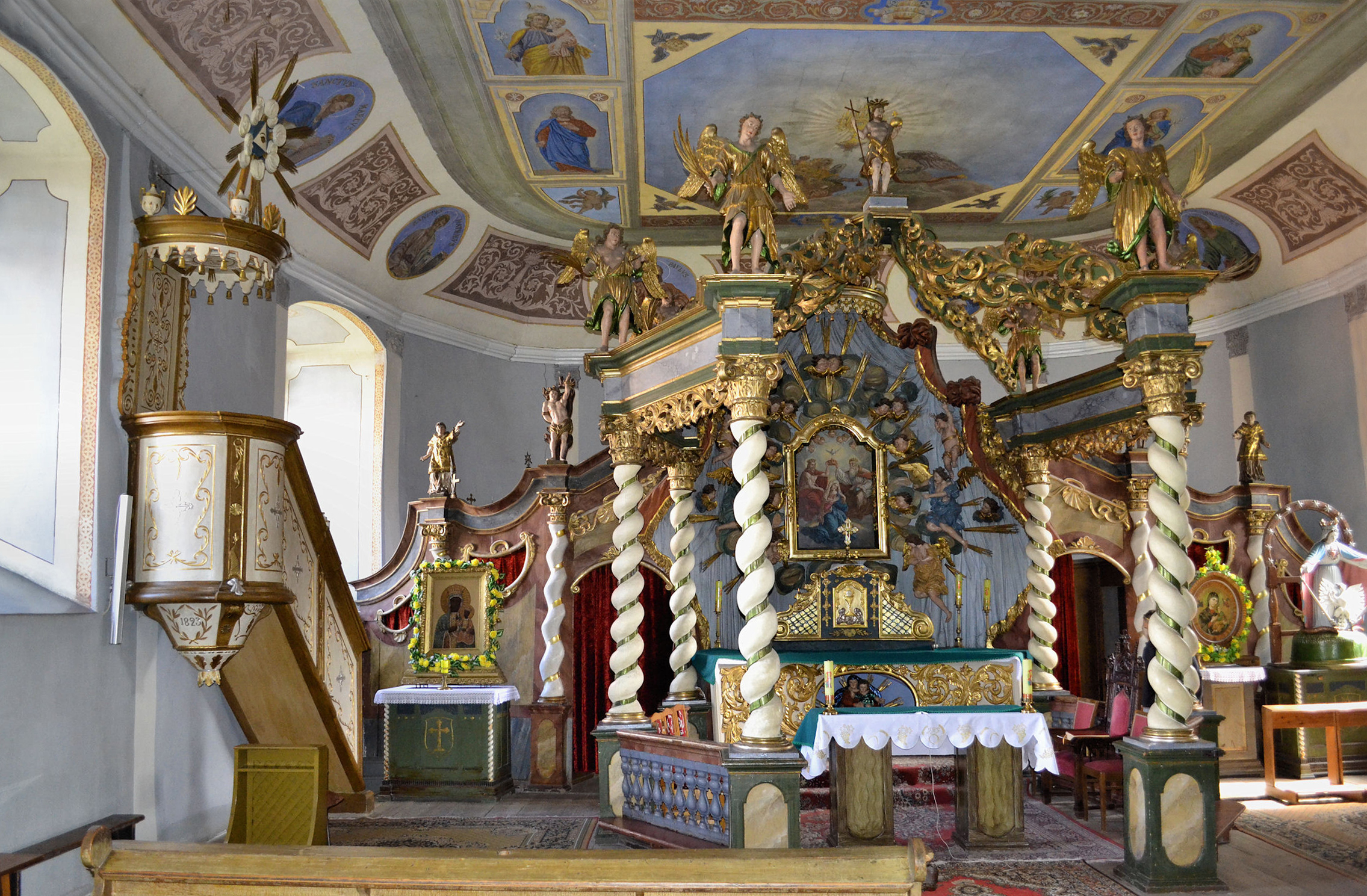
Altar und Kanzel der Dreifaltigkeitskirche

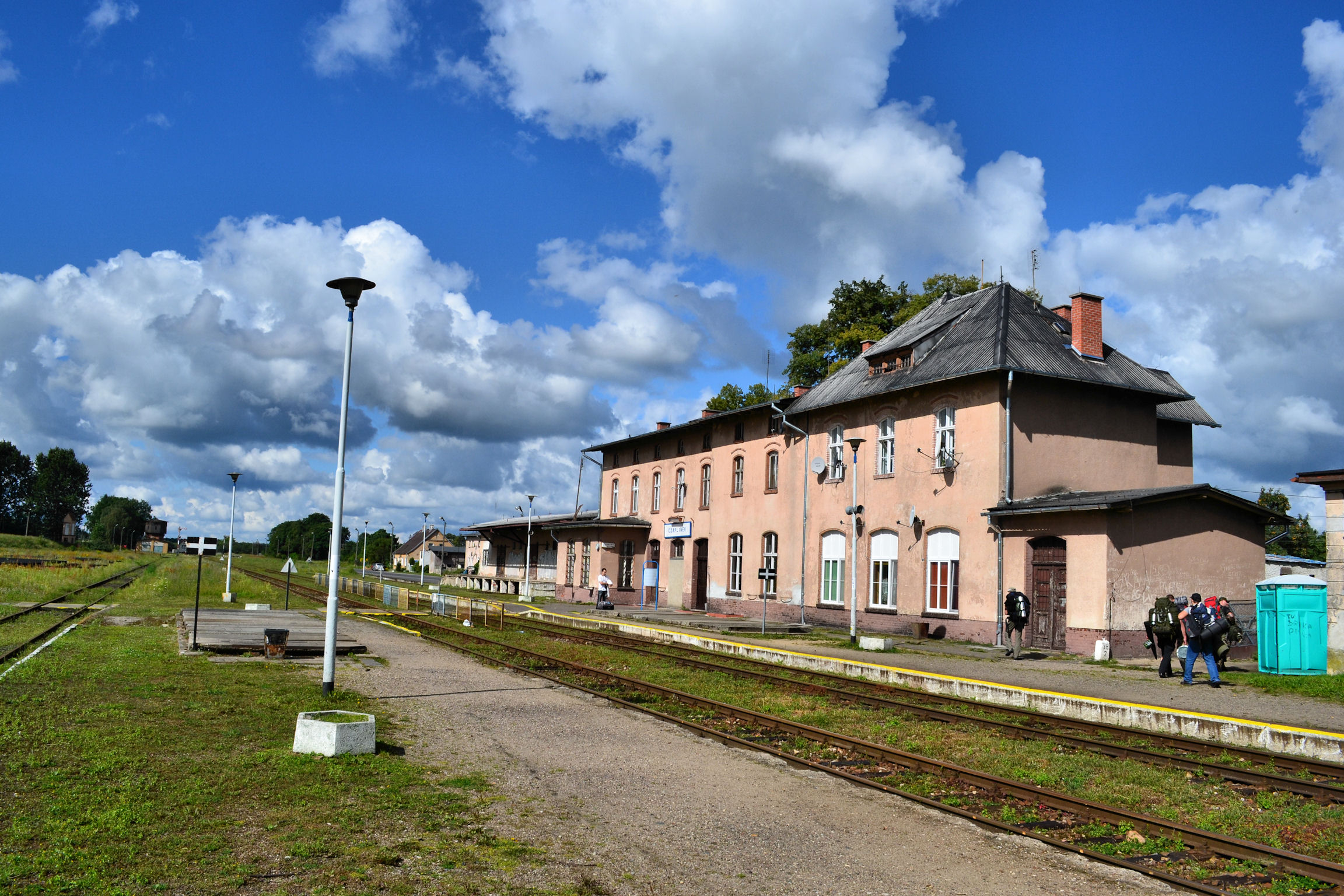
Bahnhof Czaplinek

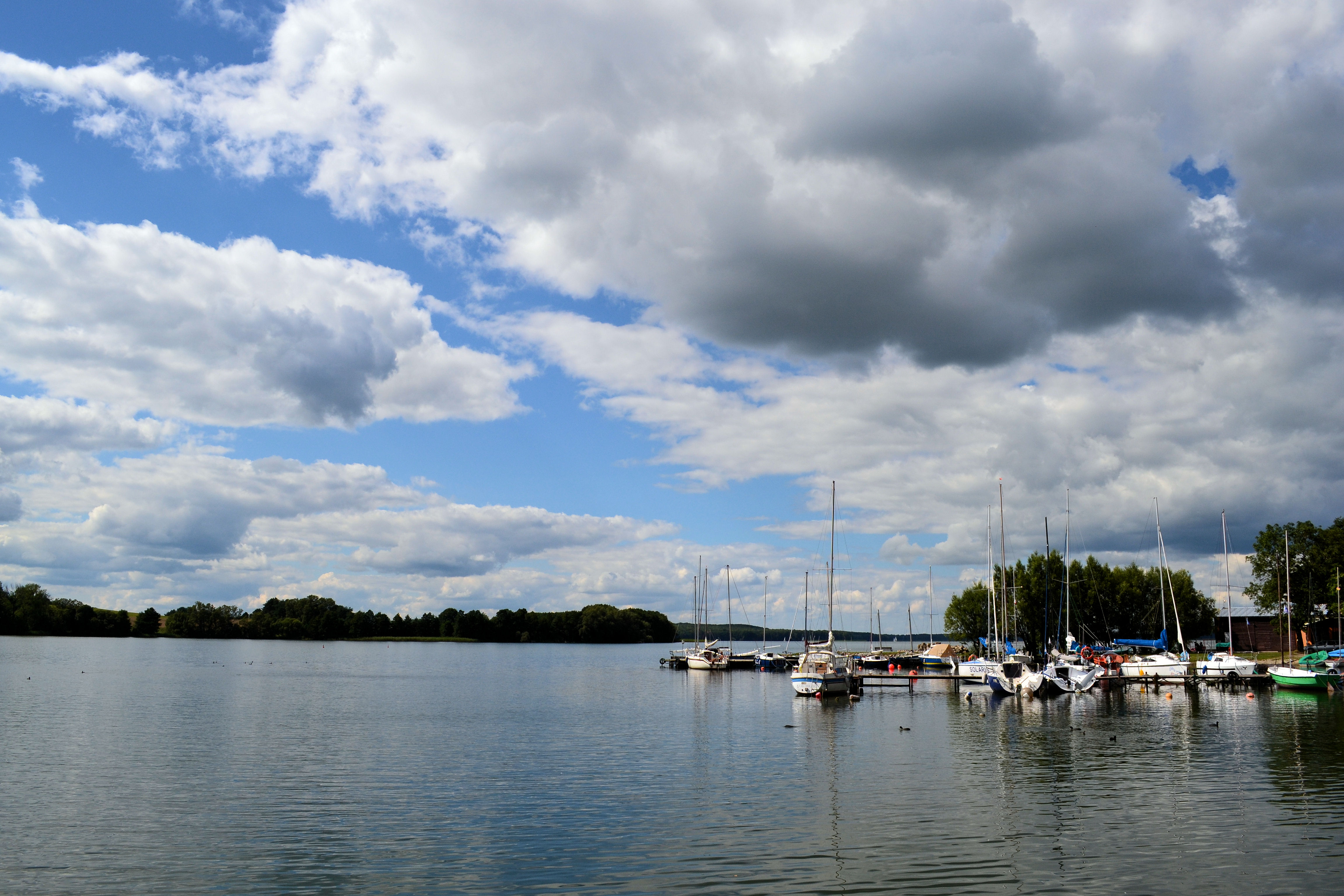
Yachthafen am Drawsko

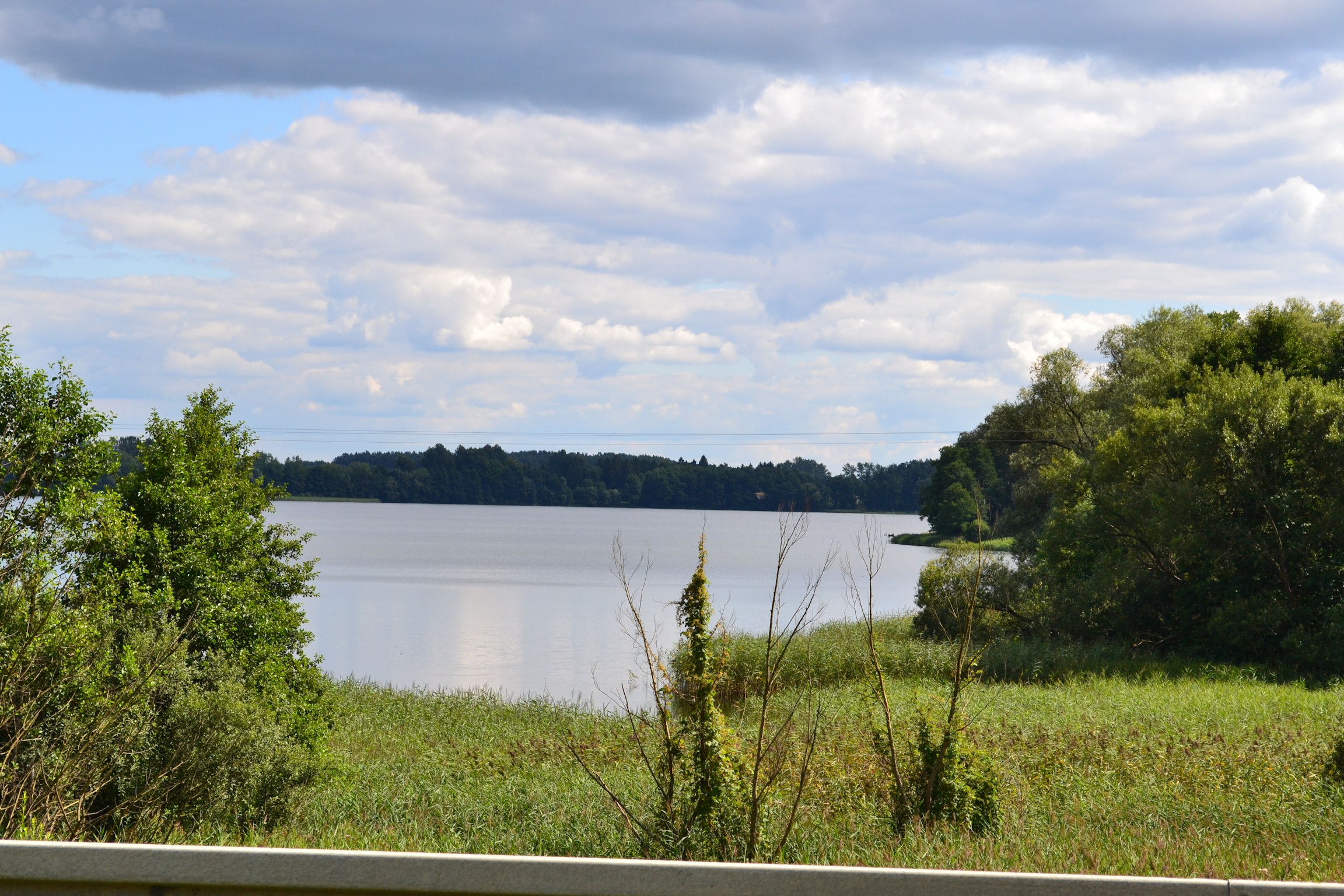
Zepplinsee

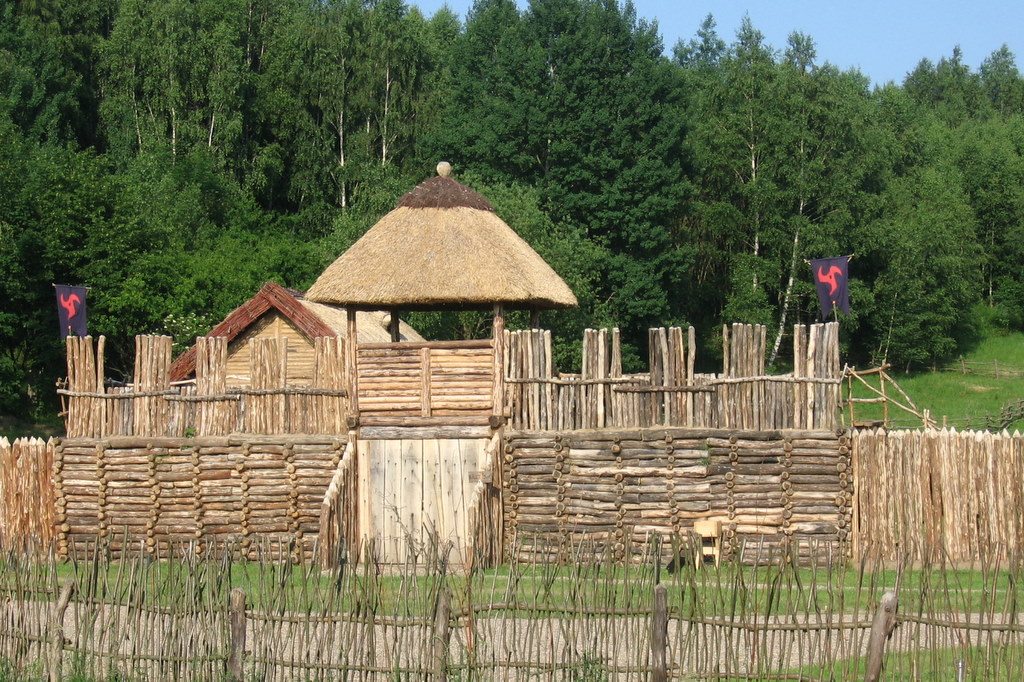
Rekonstruierte slawische Burg Sławogród in einem Museums-Park von Tempelburg

Am Südufer des Dratzigsees befand sich zunächst eine wendische Siedlung mit Namen Czaplinok, d. h. Reiherburg, benannt nach den zahlreichen dort nistenden Reihern. Im Jahre 1286 schenkte der polnische Herzog Przemislaw II. das Land um den Dratzigsee dem Templerorden. Dieser errichtete am Südufer des Sees eine Wehranlage, die später unter der Bezeichnung „Tempelborch“ erwähnt wurde. Es wird vermutet, dass es sich dabei um ein Blockhaus handelte. In einem Dokument vom 13. November 1291 erläutert der Präzeptor des Templerordens in Polen, Bernhard von Cunstein, wie sich der Orden mit dem Posener Bischof hinsichtlich der Ansiedlung deutscher Kolonisten an dem Ort verglichen habe. Schon 1301 erwähnte eine Urkunde die „civitas Tempelburgiensis“. Nachdem 1312 der Templerorden aufgelöst worden war, ging Tempelburg in den Besitz des Johanniterordens über. Die brandenburgischen Ritter Wiskinus von Vorbeck und Hermann Rode kamen 1334 mit Hilfe des brandenburgischen Kurfürsten Ludwigs den Älteren in den Besitz von Tempelburg. Während dieser Zeit wurde dem Ort das Magdeburger Stadtrecht verliehen. 1345 ging Tempelburg als brandenburgisches Lehen wieder an den Johanniterorden zurück. Viele Einwohner fielen 1349 der Pest zum Opfer und das so verödete Land überließ Kurfürst Otto der Faule 1368 dem polnischen Königreich. Im Krieg zwischen Brandenburg, dem Deutschen Orden und Polen wurde die Burg 1378 vom polnischen Woiwoden Johann Czarnkowski zerstört.
Seit 1439 gehörte Tempelburg zur polnischen Starostei Draheim. Während des 16. Jahrhunderts entwickeln sich Glashütten, Eisenhämmer und das Tuchmacherhandwerk zu den wichtigsten Erwerbszweigen in der Stadt. In den Jahren 1609 und 1610 richteten Großbrände schwere Schäden an, und große Teile der Bevölkerung fielen immer wiederkehrenden Seuchen zum Opfer. Obwohl vom katholischen Polen beherrscht, fasste die Reformation auch in Tempelburg Fuß. 1625 wurde jedoch die Abhaltung von protestantischen Gottesdiensten verboten. Während des Polnisch-Schwedischen Krieges plünderten schwedische Soldaten, und die Pest dezimierte erneut die Einwohnerschaft.
Im Jahr 1668 nahm der brandenburgische Kurfürst Friedrich Wilhelm Tempelburg als nicht eingelöstes Pfand Polens in Besitz. Seither blieb Tempelburg bei Brandenburg-Preußen. Im Vertrag von Wehlau hatte ihm 1657 der König von Polen die Starostei Draheim mit Tempelburg als Pfand der Kosten für Soldatenwerbungen überlassen. Bei einem erneuten Stadtbrand wurden 1725 zahlreiche Häuser, die beiden Kirchen und das Rathaus zerstört. Während ein Jahr später mit dem Neubau der evangelischen Kirche begonnen wurde, weigerte sich der Stadtrat, auch die katholische Kirche wieder aufzubauen. Diese wurde erst im Jahre 1753 erbaut. Als 1765 Tempelburg wieder ein Opfer der Flammen wurde, erhielt der preußische Baudirektor Gilly den Auftrag, den Wiederaufbau zu leiten. Im Vertrag von Warschau verzichtete Polen 1773 endgültig auf die Einlösung der verpfändeten Starostei Draheim. Zur Erweiterung landwirtschaftlichen Bodens wurde in den Jahren 1787 und 1788 der Dratzigsee um über einen Meter abgesenkt.
Nach der Neuordnung Europas durch den Wiener Kongress ordnete auch Preußen seine Territorialverwaltung neu. 1818 wurde Tempelburg in den Kreis Neustettin der Provinz Pommern eingegliedert, wurde aber, obwohl mit 2316 Einwohnern größte Stadt im Kreis, nicht Sitz des Landratsamtes. 1829 wurde mit dem Neubau der evangelischen Kreuzkirche nach Plänen von Karl Friedrich Schinkel begonnen. Als 1877 die Arbeiten an der Eisenbahnstrecke Ruhnow–Neustettin begannen, weigerte sich der Tempelburger Stadtrat, ein Grundstück für den Bahnhof zur Verfügung zu stellen. So wurde die Bahnlinie südlich an der Stadt vorbeigeführt und der Bahnhof drei Kilometer von der Stadt entfernt gebaut. Dadurch ging auch die Industrialisierungswelle des ausgehenden 19. Jahrhunderts an der Stadt vorbei, und Tempelburg blieb eine Ackerbürgerstadt.
Nach dem Ersten Weltkrieg erweiterte sich die Stadt nach Norden und nach Süden, womit auch der Anschluss an den Bahnhof hergestellt wurde. 1939 hatte Tempelburg 5275 Einwohner.
Um 1930 hatte die Gemarkung der Stadt Tempelburg eine Flächengröße von  59,2 km², und im Stadtgebiet standen zusammen 583 bewohnte Wohnhäuser an zwölf verschiedenen Wohnorten:
1. Bahnhof Tempelburg
2. Brunoshof
3. Ferdinandshof
4. Forsthaus Tempelburg
5. Hammermühle
6. Hohenfelde
7. Karsbaum
8. Lankenfelde
9. Neue Walkmühle
10. Stadthof
11. Tannenhof
12. Tempelburg

Bis 1945 gehörte Tempelburg in der Provinz Pommern zum Kreis Neustettin, der bis 1938 zum Regierungsbezirk Köslin gehörte, dann zum Regierungsbezirk Grenzmark Posen-Westpreußen des Deutschen Reichs.
Im Zweiten Weltkrieg besetzte am 2. März 1945 die Rote Armee die Ende Februar 1945 geräumte Stadt und überließ sie wenig später der Verwaltung der Volksrepublik Polen. In der Folgezeit benannte diese Tempelburg in Czaplinek um, vertrieb die zum Teil zurückgekehrten Einwohner und siedelte zugewanderte Polen an.

### Demographie
| Jahr | Einwohner | Anmerkungen                                          |
| ---- | --------- | ---------------------------------------------------- |
| 1740 | 1766      | [ 7 ]                                                |
| 1782 | 1376      | , davon 24 Juden                                     |
| 1794 | 1624      | keine Juden                                          |
| 1799 | 1603      | [ 8 ]                                                |
| 1812 | 2108      | davon 61 Katholiken und 44 Juden                     |
| 1816 | 2040      | davon 24 Katholiken und 60 Juden                     |
| 1831 | 2875      | davon 96 Katholiken und 112 Juden                    |
| 1843 | 3368      | davon 101 Katholiken und 194 Juden                   |
| 1852 | 3698      | davon 100 Katholiken und 160 Juden                   |
| 1861 | 4049      | davon 133 Katholiken und 168 Juden                   |
| 1875 | 4381      | [ 9 ]                                                |
| 1880 | 4747      | [ 9 ]                                                |
| 1890 | 4533      | davon 118 Katholiken und 151 Juden                   |
| 1905 | 4377      | darunter 108 Katholiken und 79 Juden                 |
| 1925 | 4495      | davon 4016 Evangelische, 196 Katholiken und 61 Juden |
| 1933 | 4744      | [ 9 ]                                                |
| 1939 | 5288      | [ 9 ]                                                |

| Jahr | Einwohner | Anmerkungen |
| ---- | --------- | ----------- |
| 2004 | 6969      | meist Polen |
| 2016 | 7155      |             |

## Sehenswürdigkeiten
- Die Kirche der Heiligen Dreifaltigkeit wurde um die Wende vom 14. zum 15. Jahrhundert an der Stelle errichtet, wo wahrscheinlich die Holzburg der Tempelritter und der Johanniterritter und die ehemalige slawische Festung auf einem Hügel namens „Kazimierzowski“ standen. Der turmlose Bau aus Feldsteinen weist Merkmale der Gotik mit Elementen der Romanik auf. Im Inneren der Kirche befindet sich ein einzigartiger barocker Baldachinaltar. Es ist mit einem hölzernen, vergoldeten Baldachin bedeckt, der von sechs Säulen getragen wird, die mit Engelsfiguren geschmückt sind. An der Seite des Altars befinden sich Flügel aus dem 19. Jahrhundert. Neben dem Altar befindet sich eine hölzerne Kanzel im klassizistischen Stil von 1823.
- Die ursprünglich evangelische Kreuzerhöhungskirche wurde von 1829 bis 1832 nach dem Entwurf des Architekten Karl Friedrich Schinkel kreuzförmig im neoklassizistischen Stil mit neoromanischen Elementen errichtet.

## Städtepartnerschaften
Es bestehen Städtepartnerschaften mit den deutschen Städten Bad Schwartau und Grimmen.

## Wirtschaft
Zu einem der größten Arbeitgeber in der Region hat sich die Kabel-Technik-Polska (KTP) entwickelt. 2012 waren bei KTP etwa 1.700 Mitarbeiter beschäftigt. Das Produktionsprofil
umfasst vor allem die Kabelkonfektionierung für die Automobilindustrie und den europäischen Schienenfahrzeugbau. Mitte 2014 wurde die KTP erstmals verkauft und befindet sich seitdem für bisher immer nur kurze Zeiträume im Besitz unterschiedlicher Investoren. Auffällig ist die außergewöhnlich hohe Fluktuation von Personen in Führungspositionen.

## Verkehr
In der Stadt kreuzen sich die beiden Fernstraßen DK20 und DW163 von Stargard nach Danzig bzw. von Kołobrzeg (Kolberg) nach Wałcz (Deutsch Krone). Etwas außerhalb im Süden befindet sich der Bahnhof der Strecke Chojnice–Runowo Pomorskie.

## Söhne und Töchter der Stadt
- Johann Christoph Friederici (1730–1777), deutscher lutherischer Geistlicher
- Karl von Schon (1765–1818), preußischer Generalmajor, Kommandant der Festung Graudenz
- Emil Palleske (1823–1880), deutscher Schauspieler, Rezitator und Schriftsteller
- Johann August Pein (1843–1900), deutscher Lehrer und Autor
- Karl Hüller (1882–1965), deutscher Unternehmer und Fabrikant
- Reinhold Dahlmann (1893–1972), deutscher Sonderschulpädagoge
- Otto Reichow (1904–2000), deutsch-amerikanischer Schauspieler
- Kurt Tetzlaff (1933–2022), deutscher Dokumentarfilm-Regisseur
- Erich Maletzke (1940–2021), deutscher Journalist und Autor

## Gmina Czaplinek
Die Stadt-und-Land-Gemeinde Czaplinek zählt nahezu 12.000 Einwohner und umfasst eine Fläche von 365 km². Sie liegt am Ostrand des Powiat Drawski und grenzt im Südosten an die Woiwodschaft Großpolen.
Umgeben ist die Gmina Czaplinek von den Nachbargemeinden:
- Ostrowice (Wusterwitz), Wierzchowo (Virchow) und Złocieniec (Falkenburg) im Powiat Drawski,
- Barwice (Bärwalde) und Borne Sulinowo (Groß Born) im Powiat Szczecinecki (Kreis Neustettin),
- Połczyn-Zdrój (Bad Polzin) im Powiat Świdwiński (Kreis Schivelbein),
- Wałcz (Deutsch Krone) im Powiat Wałecki (Kreis Deutsch Krone), und
- Jastrowie (Jastrow) im Powiat Złotowski (Kreis Flatow) in der Woiwodschaft Großpolen.

### Gemeindegliederung
Die Gmina Czaplinek ist eine Stadt-und-Land-Gemeinde. Zu ihr gehören
- die Stadt:
  - Czaplinek (Tempelburg)

- 28 Dörfer (Schulzenämter):[11]
  - Broczyno (Brotzen)
  - Byszkowo (Böskau)
  - Czarne Małe (Klein Schwarzsee)
  - Czarne Wielkie (Groß Schwarzsee)
  - Drahimek (Draheim)
  - Głęboczek (Winkel)
  - Kluczewo (Klaushagen)
  - Kołomat
  - Łąka (Lankenfelde)
  - Łazice (Tannenhof)
  - Łysinin (Grenzneuhof)
  - Machliny (Machlin)
  - Niwka (Hohenfelde)
  - Nowe Drawsko (Neu Draheim)
  - Ostroróg (Scharpenort)
  - Piaseczno (Blumenwerder)
  - Pławno (Plagow)
  - Prosinko (Neudorf)
  - Prosino (Prössin)
  - Psie Głowy (Hundskopf)
  - Rzepowo (Reppow)
  - Siemczyno (Heinrichsdorf)
  - Sikory (Zicker)
  - Stare Drawsko (Alt Draheim)
  - Stare Gonne (Westgönne)
  - Trzciniec (Wassergrund)
  - Żelisławie (Ravensberg)
  - Żerdno (Schneidemühl)

- übrige Ortschaften:
  - Bielice (Neunhagen)
  - Brzezinka (Lehmaningen)
  - Buszcze (Buschhof)
  - Chmielewo (Augustenweide)
  - Cichorzecze (Klöbenstein)
  - Dobrzyca Mała (Döberitz)
  - Kamienna Góra (Steinberg)
  - Karsno (Karsbaum)
  - Kosin (Heidhof)
  - Kuszewo (Weinberge)
  - Kużnica Drawska (Hammer)
  - Miłkowo (Milkow)
  - Motarzewo (Wallbruch)
  - Nowa Wieś (Schönhölzig)
  - Piekary
  - Podstrzesze (Niederhof )
  - Stare Kaleńsko (Alt Kalenzig)
  - Studniczka (Klein Stüdnitz)
  - Sulibórz
  - Turze (Thurbruch)
  - Wełnica (Neue Walkmühle)
  - Wrześnica (Alt Wilhelmshof)
  - Zdziersko (Lehnkrug)

### Gemeindepartnerschaften
Die Gmina Czaplinek ist partnerschaftlich verbunden mit Grimmen (Mecklenburg-Vorpommern), Lychen (Brandenburg), Marlow (Mecklenburg-Vorpommern) und Ratekau (Schleswig-Holstein).